# Torbjörn Samuelsson
Torbjörn Samuelsson (ur. 17 lutego 1973) – szwedzki zawodnik armwrestlingu i strongman.
Jeden z najlepszych szwedzkich siłaczy. Mistrz Szwecji Strongman w latach 1998 i 2002. Drużynowy Wicemistrz Świata Par Strongman 1999.

## Życiorys
Torbjörn Samuelsson jest młodszym bratem Magnusa Samuelssona (ur. 1969), najlepszego szwedzkiego strongmana w historii tego sportu.
Wziął udział w indywidualnych Mistrzostwach Świata Strongman 2000, Mistrzostwach Świata Strongman 2001 i Mistrzostwach Świata Strongman 2002, jednak nigdy nie zakwalifikował się do finału.
Zakończył już karierę siłacza.
Warunki fizyczne:
- wzrost: 194 cm
- waga: 130−136 kg

## Osiągnięcia strongman
- 1996
  - 3. miejsce – Mistrzostwa Szwecji Strongman
- 1997
  - 3. miejsce – Mistrzostwa Szwecji Strongman
- 1998
  - 1. miejsce – Mistrzostwa Szwecji Strongman
  - 3. miejsce – Drużynowe Mistrzostwa Świata Par Strongman 1998
- 1999
  - 3. miejsce – Mistrzostwa Szwecji Strongman
  - 2. miejsce – Drużynowe Mistrzostwa Świata Par Strongman 1999
- 2000
  - 2. miejsce – Mistrzostwa Szwecji Strongman
  - 5. miejsce – Drużynowe Mistrzostwa Europy Par Strongman 2000
  - 4. miejsce – Drużynowe Mistrzostwa Świata Par Strongman 2000
- 2001
  - 2. miejsce – Mistrzostwa Szwecji Strongman
- 2002
  - 1. miejsce – Mistrzostwa Szwecji Strongman